# 林慎
林慎（1908年10月—1992年10月28日），別號沐恩，女，台灣臺北縣人，台湾政治人物。

## 生平
國立廈門大學文學士畢業，美國哥倫比亞大學研究院研究，1948年當選為第一屆中華民國立法委員。
民國19年自福州私立華南女子文理學院中學部畢業，到北平燕京大學就讀，主攻生物，1年後轉入國立廈門大學社會學系，獲得文學士學位，畢業論文為〈臺灣生番的概況〉。畢業後在上海與南京服務，曾任兩地基督教女青年會幹事及上海臺灣婦女協進會理事長。
曾任台灣省婦女運動委員會主任委員、台灣省社會事業協進會理事長、台灣省婦女會理事長、中華婦女反共聯合會常務委員、中華婦女反共聯合會台北市分會主任委員等職務。